# 禾秆薹草
禾秆薹草（学名：Carex graminiculmis）是莎草科薹草属的植物。分布在中国大陆的山西等地，属中国原产的植物（非从国外引种）。